# Цетинський октоїх
Цетинський октоїх — перша кирилична друкована інкунабула. Текст написаний на середньоболгарській мові. Вийшов друком 4 січня 1494 року.
Цетинський октоїх має розмір 254×186 мм і містить 269 аркушів (538 сторінок). Надрукований на папері у двох кольорах (чорний і червоний), у ренесансному стилі. Прикрашений ініціалами й двоголовим візантійським імперським орлом Црноєвичів з ініціалом П., «Октоїх» був надрукований сімома невтомними ченцями під керівництвом ієромонаха Макарія в друкарні Црноєвича.
До сьогодні збереглися 105 примірників Цетинського октоїха.